# Helmut aus Mallorca
Helmut aus Mallorca (* 16. Februar 1947), eigentlich Helmut Schafzahl, ist ein österreichischer Partyschlagersänger.

## Leben und Karriere
Helmut Schafzahl stammt aus der Steiermark, wuchs in der Nähe von Graz auf und lernte als Beruf Dreher. Bald begann er jedoch eine musikalische Karriere als Mitglied der Band Dominos, mit der er durch Europa tourte. Ab 1988 traten er und seine Band unter dem Namen Helmut und die Dominos in der Diskothek Oberbayern auf Mallorca auf; Helmut wurde in den nächsten Jahren als Teil der „Ballermann-Szene“ bekannt.
1997 übernahm er im Film Ballermann 6 von Gernot Roll und Tom Gerhardt eine Nebenrolle, in der er sich selbst spielte.
2002 veröffentlichte er in Zusammenarbeit mit den Jojo’s die Single Ohne Holland fahr’n wir zur WM, die ein großer Erfolg wurde und sich 15 Wochen in den deutschen Charts halten konnte. Hintergrund für das Lied war das überraschende Scheitern der niederländischen Fußballnationalmannschaft bei der Qualifikation zur WM 2002.
Weitere erfolgreiche Titel waren Der Hammer (2000/01) und Z’ruck zu Dir (2003).
2008 feierte Helmut Schafzahl 20-jähriges Mallorca-Jubiläum. Seit 2009 bildet er zusammen mit dem Rock-Gitarristen Rokky Aitch das Musikduo H&H. Er spielt nach eigenen Angaben neun Instrumente und ist auch als DJ tätig.
Helmut Schafzahl ist verheiratet und hat einen Sohn.

## Diskografie

### Alben
- 1997: El Arenal Mega-Hits Mallorca ’97 (mit den Dominos)
- 1998: Best Of... Helmut & Die Dominos
- 2001: Hemmungslos

### Singles
- 2000: Der Hammer
- 2001: Ich b… so schlecht
- 2002: Ohne Holland fahr’n wir zur WM (featuring Jojo’s)
- 2003: Z’ruck zu Dir
- 2003: Tux Tux Hintertux
- 2004: Der alte Holzmichel
- 2005: Hinein
- 2008: Dieses Mal
- 2008: Wedln

### Helmut aus Mallorca präsentiert ...
- 2001: XXL-Mallorca-Party
- 2002: XXL Mallorca Party 2002
- 2003: XXL Mallorca Disco-Fox-Party